# Magacín (género televisivo)
El magacín o magazín  es un formato de televisión que aborda muchos temas inconexos y mezclados. Es un formato de la neotelevisión en el que su definición y delimitación son confusas. 
Mónica Gómez Martín en su artículo Magazine: Los nuevos géneros de la neotelevisión, define al magacín como «el género híbrido por excelencia, por ser el mayor contenedor de géneros y en el que se juntan una gran variedad de temas. Es un género que muestra, como ningún otro, el fenómeno de la hibridación de los géneros (informativos, musicales, de opinión, de entretenimiento, etc.) Es un mosaico amplio (puede durar varias horas), caracterizado por la diversidad de contenidos, de tratamientos y de enfoques».[cita requerida]

## Denominación del género
El semiólogo Umberto Eco señala a la ficción e información como los dos grandes géneros dentro de una nueva etapa de la televisión denominada neotelevisión. Umberto Eco  ordena históricamente la evolución de la televisión en dos conceptos: la paleotelevisión y la neotelevisión. En la neotelevisión aparecen y se desarrollan cada vez más nuevos géneros, llamados híbridos. «Estamos hoy ante unos programas en lo que se mezclan de modo indisoluble información y ficción y donde no importa que el público pueda distinguir entre noticias “verdaderas” e invenciones ficticias» agrega Eco.[cita requerida]
Algunos géneros híbridos son: 
- Docudrama (documental + drama).
- Docutainment (documental + entretenimiento).
- Docusoap (documental de la vida real).
- Infotainment (información+entretenimiento).
- Dramedia (drama + comedia).
- Magacín (informativos, entretenimiento, musicales, de opinión, periodístico).

Estos géneros se definen híbridos por ser contenedores de varios géneros y en donde se juntan una gran variedad de temas.
Por su parte, el teórico Gianfranco Bettetini sostiene que «el tradicional macrogénero de la información está invadiendo los territorios de otros géneros, sobre todo del espectáculo, produciendo reasentamientos y evasiones hacia otras modalidades del decir». [cita requerida] Según Landi “«en la cultura actual, la distinción entre los géneros es inestable y fluida, sin embargo, agrega que «los canales televisivos, presentan sus programas bajo rótulos de géneros porque de este modo envían un dato o una señal a los segmentos del público más interesados en verlos. A pesar de la mezcla de imágenes del palimpsesto televisivo, el vínculo con el público no puede dejar de hacerse a través de ciertas señales de reconocimiento, de cierta expectativa en lo que se va a ver en la pantalla».[cita requerida]
Hoy en día el género que muestra, como ningún otro, el fenómeno de hibridación de los géneros, entre ellos informativos, entretenimiento, musicales, de opinión, periodístico, entre otros, es el magacín.

## Características propias del magacín o magazín

### Hibridación de otros géneros
Dentro del objetivo “Informar”, en el Macrogénero Periodístico Interpretativo, se puede distinguir el magacín, en distintos formatos, por ejemplo:
- Entrevistas: buscando profundidad en un tema y análisis periodístico, como también entretener en claves de morbositos o frivolidad.
- Debates / mesas redondas
- Informes / Reportajes
- Columna / crítica / editorial
- Paneles

Y dentro del objetivo “entretener”, en el Macrogénero “Entretenimiento”, también se distingue el Magazine con formatos como:
- Entrevistas (encuesta)
- Paneles / debate
- Juegos, etc.

Dentro de este último Macrogénero, también se pueden incluir programas como: Juegos y concursos, Ómnibus, Reality Shows, Revista TV, etc. Que entrarían en la nueva clasificación de Géneros Híbridos. (Ver cuadro anexo)

### Larga duración de emisión
Por lo general, este tipo de programas son de extensa duración, normalmente superior a una hora.

### Diversidad de contenidos y variedad de enfoques
El espectáculo combinado con actuaciones musicales, humor y  baile, forman parte también de estos programas híbridos. La televisión a lo largo del tiempo ha ido adaptando sus contenidos para poder aproximarse a una audiencia popular. También ha insertado una banda sonora en sus programas. Estos tipos de programas trabajan frecuentemente con las emociones de sus espectadores/audiencia, utilizando para ello risas grabadas o efectuadas en vivo, sonidos especiales, que completan la “presencia de un auditorio en el estudio”, con el fin de resaltar los chistes más conseguidos, las frases o situaciones que se generan en los diálogos, los momentos más relevantes del programa. Otra de las funciones de este recurso es acercarse al público, intentando recrearlo de esta manera, y marcándole todo el tiempo los momentos en que debe reírse, prestar  atención, etc.   
Todos estos elementos colaboran para reforzar la relación emocional entre el televidente y la televisión. La información televisiva es recibida más emocional que analíticamente. Ante una información sesgada, la rabia es la reacción primaria; los personajes provocan curiosidad, identificación, reconocimiento, explotación de otras situaciones y otras soluciones a problemas compartidos, pero también la emoción de la aventura, del presupuesto, odio y amor.
Este tipo de programas, está caracterizado por un lenguaje cotidiano, presentando y produciendo acontecimientos sociales de forma espectacular (La cultura de la tv). 

### Temas tratados
En general los temas refieren a situaciones de algún acontecimiento social poco relevante, y de diversa índole, por ejemplo de algún personaje famoso, temas controversiales de momento actual (para los medios), sucesos recientes, decisiones políticas y sociales, es decir, eventos que por su grado de “rareza”, actualidad o no, pueden llegar a interesar al público “como imagen del presente social” . 
Se utiliza como recurso la elaboración de informes, en donde se recolectan fragmentos de distintas emisiones (de distintos canales), creando con una especie de collage informativo, generando un nuevo sentido a los temas tratados (dependiendo de la ideología y conveniencia del canal), muchas veces con un sentido totalmente contrario al que se había pensado para la primera emisión. De esta forma, se espectaculariza la información, las noticias, las personas, la realidad. Para luego analizarla, criticarla y apreciarla de una forma amena, cómica, sensacionalista o morbosa. Este recurso y uno de los más utilizados en la Neotelevisión, según Umberto Eco, es la autoreferencialidad, es decir, programas que hablan de sí mismos (de la televisión).
Otro recurso en estos programas, es la competición en los más diversos quehaceres con el fin de obtener un premio, siendo la base de este género, cuya proliferación estriba precisamente en su espectacularidad. Cabe plantear concursos de bajo presupuesto, basados en el juego clásico de preguntas y respuestas, o bien grandes producciones, que necesitan una importante infraestructura para llevarse a cabo.

### Presentador
“Un buen comunicador ha de ser capaz de establecer objetivos concretos y dirigir bien a su equipo para conseguirlos; ha de ser creativo, con capacidad de improvisación para actuar en situaciones inesperadas; ha de ser simpático, con don de gentes y con dominio del lenguaje coloquial; además de tener una gran dosis de sentido común. Un presentador “estrella” con su facilidad de palabra, da identidad al programa, crea un ambiente cálido para el diálogo y fideliza a la audiencia, manteniéndola a lo largo de toda la emisión”  sostiene Jesús García Jiménez .
En general, este tipo de programas incluyen uno o más conductores/presentadores con estas características, apoyados con dos o más panelistas en los momentos que se detienen a cuestionar o criticar algo o alguien. El presentador, debe tener esa cuota de humor incorporada, sutileza, perspicacia, creatividad y naturalidad para que no resulten monótonos los diálogos y para que el público pueda aparte de identificarse con él, seguir el programa de una manera entretenida y divertida.

### Target
Otra característica que diferencia a estos magazines es el público, el tipo de Target. Mónica Gómez Martín aprecia que “según los audímetros, y en lo que se refiere a targets según el sexo, en los horarios matinales y de tarde, es el público femenino el que más ve la televisión. Por el contrario, en los horarios de noche, después del prime time, es el público masculino el mayoritario”. Hay que tener en cuenta que esta autora, se refiere a estadísticas específicamente en España.

## Magacines por país

### Argentina
La televisión en Argentina comienza en 1951 con Yankelevich y la primera transmisión de Eva Perón. El estado mantenía la titularidad del servicio, pero en su seno comenzaban a desarrollarse importantes movimientos privados autónomos. 
Durante el gobierno de Pedro Aramburu, nació la televisión privada. 
La masificación del cable produce grandes cambios en la cultura visual. 
La televisión abierta comienza a mutar descentralizándose aceleradamente la programación dejando de ser un valor estable. La programación se mueve constantemente, terminan las largas temporadas con programas inamovibles. Los ciclos cambian de un canal a otro sin complejos y los presupuestos son cada vez más ajustados.
La televisión argentina nació con una extraña mezcla de propiedad estatal y privada.
A partir de 1974, poco tiempo había para pensar sobre la necesidad de televisión en color. Se iba desarrollando un lento pero inexorable desplazamiento de la producción nacional. Aparecen Las Obras Maestras del Terror, de Narciso Ibáñez Menta, los programas de humor de Pepe Biondi, los ciclos musicales juveniles como "El Club del Clan", las telenovelas de Alberto Migré, "Telenoche", los almuerzos de Mirtha Legrand y los "Sábados Circulares" de Nicolás Mancera y las series estadounidenses como "Bonanza", el "Súper Agente 86", "Lassie", que dan inicio a los programas ómnibus (de 5 o 6 horas de duración).
Los géneros televisivos sufren una evolución a lo largo del tiempo, ya sea por el desarrollo de sus recursos estéticos y tecnológicos o por la captación de las nuevas temáticas y formas culturales del país.

### Chile
En Chile, estos programas reciben el nombre de matinales o franjeados, dependiendo si se emiten durante la mañana o tarde, respectivamente.

### Perú
En Perú se elaboró el primer programa definido como tal en América Televisión en los años 1970. Se llamó Ventana al hogar con Linda Guzmán. Posteriormente se amplió su programación y surgieron evoluciones matutinas como Buenos días señora y Triki Trak. En 1981 Panamericana realizó su competencia llamada Buenos días, Perú para reemplazar su programación informativa y transmitirse varias horas al día.
Desde los años 2000 existieron magacines matizados de los noticieros. América Televisión realizó en 1999 Utilísimas, que separó a Primera edición y posteriormente América hoy (relanzado posteriormente en 2018). TvPerú lanzó el lóngevo Buenos días a todos, posteriormente renombrado Hola Perú (2003-2011) con Lorena Caravedo y Nicolasa. ATV probó lo suyo con Que tal mañana, con la conducción de Laura Borlini y el apoyo del reparto de Los chistosos, y Hola a todos. Frecuencia Latina apostó por Hombres trabajando para ellas con Ricky Tosso y Giovanna Valcárcel, quien apareció en su sucesora Mujeres al mando.
Más adelante Panamericana contó la presencia de Adriana Quevedo, para sus propios matutinos que condujo Ola k ase, Combinado y D' mañana.